# Complete neglect of differential overlap

La méthode Complete Neglect of Differential Overlap (omission totale du recouvrement différentiel) désignée couramment par son acronyme CNDO, est une des premières méthodes quantiques semi-empiriques, bien que basée sur la chimie quantique.
Cette méthode, introduite par John Pople et collaborateurs,,,,, s'appuie sur deux approximations :
- l'approximation de cœur (gelé) : seuls les électrons contribuant à la liaison chimique sont explicitement inclus.
- un recouvrement différentiel nul.

La version principale de cette approximation est CNDO/2.

## Précédents théoriques
Une autre méthode, la méthode de Hückel étendue, ignore également les termes de répulsion électron-électron et précède la CNDO. Elle était utilisée pour calculer l'énergie électronique et les orbitales moléculaires. Les méthodes CNDO/1 et CNDO/2 furent développées à partir de cette méthode en incluant explicitement les termes de répulsion électron-électron tout en négligeant de nombreux d'entre eux, en approximant d'autres et en ajustant d'autres sur des données expérimentales issues de la spectroscopie.

## Méthodologie
La mécanique quantique fournit les équations basées sur la méthode de Hartree-Fock et les équations de Roothaan que la CNDO utilise pour modéliser les atomes et leurs emplacements. Ces équations sont résolues de manière itérative jusqu'à ce que les résultats ne varient plus de manière significative entre deux itérations. Il est important de noter que la CNDO n'implique aucune connaissance préalable des liaisons chimiques mais s'appuie sur la connaissance des fonctions d'onde quantiques.
CNDO peut être utilisée pour les composés à couches fermées, dans lesquels les électrons sont tous appariés dans les orbitales moléculaires, ou les composés à couches ouvertes, radicaux à électrons non appariés.
Cette méthode est considérée comme donnant de bons résultats sur les charges atomiques partielles et les moments dipolaires. L'énergie totale et l'énergie de liaison sont calculées. Les valeurs propres pour le calcul des orbitales frontières sont issues d'une approche à couche complète.